# Kouwenburg
Kouwenburg (of: Couwenburg) is de naam van een kasteeltje te Vught.
Kouwenburg is een versterkt huis aan Kleine Gent 9-11. Men gaat ervan uit dat het reeds omstreeks 1400 bestond, maar harde bewijzen zijn hier niet voor. In 1555 werd het omschreven als een "kasteeltje". Het huidige gebouw is gesticht in het 2e kwart van de 16e eeuw.
Het pand heeft een 'beeldbepalende status'.

## Eigenaren
In 1549 was het huis eigendom van Jan van den Houck Dirksz. In 1550 werd het door Jacob Melen verkocht aan Franciscus Bogaert Lambrechtsz., die het in 1556 weer verkocht aan Symon Blancocq, kanunnik van de Bossche Sint-Jan. In 1559 verkocht diens erfgenaam, Sebastiaan Withaen Blancocq Symonsz., blijkbaar de zoon van de priester, het huis aan Goessen van Brecht. Diens erfgenamen verkochten het aan Hendrik van der Aa. In 1611 kwam het huis door koop aan Jacob Donck Gerardsz. Diens schoonzoon verkocht het in 1658 aan Gijsbert Kuijsten. In 1678 verkopen de erven Kuijsten het kasteel aan Steven van Teffelen, die schepen was van 's-Hertogenbosch.
Zijn zoon Pieter van Teffelen erfde het huis en verkocht het in 1690 aan Rogier van Boxmeer. In 1749 kwam het huis door vererving en koop geheel in handen van Willem van Boxmeer en in 1750 werd Mechelina Wendelina Deckers, die weduwe was van Petrus Appelboom, eigenares. Volgende eigenaars werden Henricus Maes (1761), Jacob de Gijselaar (1769), Abraham van der Voort (1786), Hugo van Beresteijn (1818), Johan Lodewijk Stern (1823), Martinus van der Linden (1837), Adrianus de Bont (1844), Matheus Eijcken (1913), Herman Mens (tot 1953), de uroloog prof. Moonen tot 1973 en de familie Briels tot heden.